# بوبي بوليدو
بوبي بوليدو (بالإنجليزية: Bobby Pulido)‏ هو كاتب أغاني ومغني أمريكي، ولد في 25 أبريل 1971 في إدينبورغ في الولايات المتحدة.

## وصلات خارجية
- الموقع الرسمي
- بوبي بوليدو على موقع IMDb (الإنجليزية)
- بوبي بوليدو على موقع ميوزك برينز (الإنجليزية)
- بوبي بوليدو على موقع أول ميوزيك (الإنجليزية)
- بوبي بوليدو على موقع ديسكوغز (الإنجليزية)
- بوبي بوليدو على موقع قاعدة بيانات الفيلم (الإنجليزية)